# Hølje Tefre
Hølje Tefre (...) è un ex sciatore alpino norvegese.

## Biografia
Sciatore polivalente, Tefre debuttò in campo internazionale in occasione dei Mondiali juniores di Sestriere 1983; ai Campionati norvegesi vinse la medaglia d'argento nella combinata e quella di bronzo nello slalom gigante nel 1984 e la medaglia di bronzo nella discesa libera nel 1987. In Coppa del Mondo conquistò l'unico piazzamento il 20 marzo 1988 a Åre in discesa libera (13º); non prese parte a rassegne olimpiche né ottenne piazzamenti ai Campionati mondiali.

## Palmarès

### Coppa del Mondo
- Miglior piazzamento in classifica generale: 105º nel 1988

### Campionati norvegesi
- 3 medaglie (dati dalla stagione 1983-1984):
  -  1 argento (combinata nel 1984)
  -  2 bronzi (slalom gigante nel 1984; discesa libera nel 1987)[senza fonte]